# Siły pierwotne
Siły pierwotne (ang. Primeval, 2007–2009) – brytyjski serial przygodowy nadawany przez stację ITV od 10 lutego 2007 do 15 czerwca 2009 roku. Po dwóch latach przerwy 1 stycznia 2011 odbyła się premiera czwartej serii. W maju 2011 roku odbyła się w Anglii premiera piątego sezonu serialu.

## Fabuła
Brytyjski antropolog i profesor Nick Cutter (Douglas Henshall), razem z grupą współpracowników muszą wyjaśnić zagadkę pojawiających się na Ziemi anomalii czasowych, przez które przechodzą m.in. dinozaury, i obronić świat przed nadchodzącą zagładą.

## Bohaterowie
Nick Cutter- Brytyjski antropolog i profesor. Miał żonę Helen Cutter, która w wieku 20 lat napisała pierwszą książkę o mutacjach genetycznych i zabiła go w 3 serii.
Helen Cutter- Żona Nicka. W wieku 20 lat wydała swoją pierwszą książkę o mutacjach genetycznych. Przez osiem lat była uważana za zmarłą. Została odnaleziona przez Nicka. Miała wtedy 37 lat. W trzeciej edycji zabiła go i chciała zgładzić ludzkość, by zmienić przyszłość i nie doprowadzić do zagłady świata. Nie udało jej się jednak, bo powstrzymał ją raptor.
Steven James Hart- Przyjaciel Cuttera. Pod koniec drugiej serii zmarł.
Connor Temple- Jeden z głównych bohaterów. Od śmierci Cutterów wie o anomaliach najwięcej. Chłopak Abby Maitland, która w ostatnim odcinku pytała się, czy się z nią ożeni. Zgodził się.
Abigail Sara Maitland- Znana jako ,,Abby”. Dziewczyna Connora.
James Lester- Na początku był odległym administratorem. Zatrudnił Claudię Brown. Pod koniec pierwszej serii Claudia zniknęła, a wtedy Lester był szefem nowej tajnej organizacji badającej anomalie.
Claudia Brown- Została zatrudniona przez Lestera. Pod koniec pierwszej serii zniknęła.
Hilary Becker- Wojskowy. Jego zadaniem jest chronić całą grupę, by nikt z niej nie zginął.

## Zwierzęta występujące w serialu
W serialu oprócz dinozaurów występują zwierzęta z innych grup oraz stworzenia fikcyjne. Są to m.in.:

### Zwierzęta prawdziwe

#### Terapsydy
- Diiktodon – dicynodon;
- Gorgonopsyd (prawdopodobnie Inostrancevia);
- Terocefalian (prawdopodobnie Euchambersia)

#### Dinozaury
- Anatotytan – hadrozaur;
- Ankylozaur – ankylozaur;
- Giganotozaur – teropod;
- Deinonych – teropod;
- Drakoreks – pachycefalozaur;
- Spinozaur – teropod;
- Tyranozaur – teropod
- pływający teropod (prawdopodobnie Eustreptospondyl lub Balaur)
- Stegozaur – Stegozaur
- Eotyran – teropod;
- Iguanodon – ornitopod;
- Neowenator – teropod;
- Torozaur – ceratops;

#### Krokodylomorfy
- Pristichamps;
- Kaprozuch;
- Deinozuch;

#### Pterozaury
- Pteranodon;
- Anurognat;

#### Innegady
- Mozazaur;
- Coelurosauravus;
- Skutozaur – parejazaur;
- Dimetrodon – pelykozaur;
- Euparkeria;
- Liopleurodon – pliozaur;

#### Ssaki
- Australopitek – hominid;
- Mamut (kolumbijski);
- Emboloterium – brontoterium;
- Tygrys szablastozębny;
- Hienodon – kreodont;
- Dydelfodon – torbacz;
- Entelodon – entelodont;
- niezidentyfikowany borsukopodobny ssak;

#### Ptaki
- Titanis – fororak;
- Dodo;
- Hesperornis;
- niezidentyfikowany czubaty ptak;

#### Płazy
- Labiryntodont (prawdopodobnie Kulazuch)

#### Bezkręgowce
- Gigantyczny pająk (a właściwie przedstawiciel solfugów);
- Artropleura – wij;
- Eoartropleura (nazwana w serialu stonogą) – wij;
- Sylurski skorpion;
- niezidentyfikowany pasożyt (najprawdopodobniej płaziniec);
- Amonity;

### Zwierzęta fikcyjne
- Drapieżnik przyszłości (ang. Future predator);
- Ptak przyszłości (ang. Future bird);
- Rekin przyszłości (ang. Future shark);
- Robak przyszłości (ang. Future worm);
- Robak mglisty (ang. Fog worm);
- Grzyb zabójca (ang. Killer fungus) – nie jest zwierzęciem;
- rodzaj gremlina (ang. Camouflage beast);
- Mer (ang. Mer creature);
- owad kopiący jamy (ang. Burrowing insect)
- Megopteran;
- Drzewny pełzacz (Nadrzewny dinozaur) (ang. Tree Creeper, Arboreal dinosaur)
- Żuk przyszłości (ang.Future Beetle)

## Obsada
- Douglas Henshall jako profesor Nick Cutter
- Lucy Brown jako Claudia Brown/Jenny Lewis
- James Murray jako Stephen Hart
- Andrew Lee-Poots jako Connor Temple
- Hannah Spearritt jako Abby Maitland
- Juliet Aubrey jako Helen Cutter
- Ben Miller jako James Lester
- Mark Wakeling jako Tom Ryan
- Laila Rouass jako Sarah Page
- Ben Mansfield jako kapitan Becker
- Jason Flemyng jako Danny Queen
- Karl Theobald jako Oliver Leek
- Tim Faraday jako Sprzątacz/Klony
- Naomi Bentley jako Caroline Steel
- Belinda Stewart-Wilson jako Christine Johnson
- James Bradshaw jako Duncan
- Ciarán McMenamin jako Matt Anderson
- Ruth Kearney jako Jess
- Alexander Siddig jako Philip Burton